# 17785 Весліфуллер
17785 Весліфуллер (17785 Wesleyfuller) — астероїд головного поясу, відкритий 20 березня 1998 року.
Тіссеранів параметр щодо Юпітера — 3,627.